# 清朝平定罗卜藏丹津之乱
清朝平定青海罗卜藏丹津，指清世宗雍正元年（1723年）至雍正二年（1724年），抚远大将军年羹尧率军平定青海和硕特蒙古首领罗卜藏丹津反清变乱的作战。

## 背景
青海和硕特蒙古原属厄鲁特蒙古四部之一。明朝末年，和硕特首领顾实汗率部众进入西藏和青海。清朝康熙年间，顾实汗后裔分为三部，即西藏之和硕特汗国，青海之鄂齐尔图汗，河西之阿拉善亲王。康熙十六年（1677年）厄鲁特蒙古准噶尔汗噶尔丹兴兵袭杀鄂齐尔图汗，青海和硕特蒙古各部避居甘肃大草滩。清廷平定噶尔丹，青海和硕特蒙古各部接受清朝招抚。康熙三十七年（1698年）十一月，康熙帝封顾实汗第十子达什巴图尔为和硕特亲王。康熙五十五年（1716年），达什巴图尔去世。其子罗卜藏丹津袭封亲王。原为和硕特蒙古控制的西藏，被准噶尔汗策妄阿拉布坦占领。清廷于康熙五十九年（1720年）派胤禵率兵进藏，驱逐准噶尔军，组建了以康济鼐为首席噶伦的地方政府。既驱逐了西藏的准噶尔势力，又结束了和硕特对西藏的统治。

## 过程
罗卜藏丹津虽参战有功，但其独霸青藏高原的计划被挫败，故对清朝极为不满。雍正元年（1723年）六月，罗卜藏丹津乘驻西宁的抚远大将军胤禵回京之机，公开宣布重建和硕特先人霸业，暗中联合伊犁准噶尔汗国策旺阿拉布坦应援，与和硕特蒙古各台吉在察罕托罗海（今日月山与青海湖之间）会盟，让他们放弃清廷之封爵，恢复以前旧称。罗卜藏丹津自称“达赖浑台吉”，统率各部。亲王察罕丹津，郡王额尔德尼等不从，罗卜藏丹津便发兵进攻。双方四次交战，察罕丹津、额尔德尼战败，退到甘肃河州（今甘肃临夏），并向清朝求援。七月，雍正帝命驻西宁的兵部侍郎常寿往谕，命罗卜藏丹津收兵。罗卜藏丹津扣留常寿。九月，青海塔尔寺大喇嘛察罕诺门罕跟随罗卜藏丹津反清，煽动远近喇嘛及百姓二十余万人，掠牛马，烧草谷，抗清兵，犯西宁。青海大乱。
十月，川陕总督年羹尧率军自甘州（治今甘肃省张掖市）至西宁，奏请进剿。十月初二日，雍正帝授年羹尧为抚远大将军，指挥清军平乱。各路清军尚未聚齐，罗卜藏丹津攻破西宁附近几处聚点，进攻西宁。西宁守军固守，年羹尧指揮部下用大炮将敌军击退。初战得胜，年羹尧令清军继续肃清西宁附近之敌，收复失地。全面部署平乱作战，以总兵周瑛率兵截断敌军从青海入藏之路，派都统穆森驻防吐鲁番，副将阿喇纳驻防噶斯（今青海油砂山近），防罗卜藏丹津与策旺阿拉布坦会合，命参将孙继宗驻防在布隆吉尔（今甘肃安西东）策应。
年羹尧奏请朝廷增派副都统花色等率领鄂尔多斯兵、副都统查克丹率领归化（今呼和浩特）土默特兵，总兵马黩伯率领大同镇兵，至甘州会同作战。年底，清军先后在镇海、南川、申中、北川、奇嘉等堡获胜，西宁附近形势基本稳定。年羹尧又奏请朝廷，选陕西、甘肃、四川、大同、榆林绿营兵及蒙古兵，共一万九千人，由岳钟琪率领，分别由西宁、松潘、甘州和布隆吉尔四路进剿，防守西宁、永昌、布隆吉尔、巴塘、里塘（今四川理塘）、黄胜关（松潘北）、察木多（今西藏昌都）等重要关口，以保证后方与进军路线的安全。在归化与张家口购买马、骆驼之外，另请太仆寺拨给三千战马，以巴里坤屯田军选两千只骆驼，调到青海备用；贮备军粮，请拨发优质火药、骆驼一百只。雍正帝准奏，并加战马一千匹，增发火药一倍。
雍正二年（1724年）正月，雍正帝授四川提督岳钟琪为奋威将军，命其跟随抚远大将军年羹尧进兵平乱。年羹尧将陆续到达的六千清军分三路：总兵吴正安出北路，总兵黄嘉林和副将宋可进出中路，奋威将军岳钟琪和侍卫达鼐出南路，准备二月进兵。西宁东北郭隆寺喇嘛忽然齐聚操演，又传令东山一带藏民在正月十一日起事。年羹尧即派岳钟琪和前统领苏丹，统兵进发。正月十二日，叛军一万余人在哈拉直沟拦截清军，清军攻占三座山，击垮十座营寨。乘胜开进郭隆寺，沿途捣毁七座营寨。正月十三日，抵达郭隆寺。寺后山洞中有一千余名叛军顽抗。清军放枪炮，堆柴焚烧，消灭叛军六千余人。罗卜藏丹津从西宁附近败走后，退到青海柴达木以东的敖拉木胡卢。郭隆寺之战后，二月下旬，清军三路大军进至伊克喀尔吉，捕获敌军头目阿尔布坦温布。三月，岳钟琪率军到达布尔哈屯，直逼罗卜藏丹津驻地额母纳布隆吉。分兵一路向北，加强柴达木兵力，截断敌军逃往噶斯之路。罗卜藏丹津先逃往乌兰穆和尔，又逃往柴达木。岳钟琪率领清军，一夜驰行一百六十里，在黎明时抵罗卜藏丹津驻地。叛军在梦中惊醒，马不及鞍，仓皇逃走，罗卜藏丹津改穿妇人服装逃走，投靠策旺阿拉布坦。清军出师十五日，歼敌数万。

## 结果
战后，清廷改西宁卫为西宁府，雍正帝依年羹尧拟奏的《青海善后事宜十三条》、《禁约青海十二事》，将藏区分治并对青海蒙古各部编旗设佐、实施盟旗制度，同时派驻「办理青海蒙古番子事务大臣」（简称西宁办事大臣），管理青海一切政务，标志该地蒙藏部落由清朝藩属变成理藩院直属的藩部，正式并入清朝版图。